# Semnã
Semnã ou Semnão (em persa: سمنان; romaniz.: Semnan) é uma cidade e capital da província de Semnã, ao norte do Irã. Se localiza no condado de Semnã, distrito Central. Segundo censo de 2016, havia 185 129 habitantes.